# Petr Tenkrát
Petr Tenkrát (ur. 31 maja 1977 w Děčínie) – czeski hokeista, reprezentant Czech.

## Kariera
- HC Kladno (1994–1999)
- HPK (1999–2000)
- Ilves (2000)
- Cincinnati Mighty Ducks (2000–2001)
- Anaheim Ducks (2000–2001)
- Nashville Predators (2001–2002)
  -  Milwaukee Admirals (2002)
- Kärpät (2002–2006)
  -  Chimik Woskriesiensk (2003)
- Boston Bruins (2006–2007)
  -  Providence Bruins (2006)
- HC Kladno (2007, 2008, 2009)
- Timrå (2007–2009)
- Skellefteå (2009–2010)
- Kärpät (2010–2011)
- Sparta Praga (2011–2013)
- HC Kladno (2013-2015)
- HC Kometa Brno (2015)
- HC Slovan Ústí nad Labem (2015-2016)
- HC Kladno (2016-2017)

Wychowanek HC Děčín. W lidze NHL grał w trzech zespołach w trzech sezonach łącznie w rozegrał 177 spotkań. Od maja 2011 do kwietnia 2013 roku zawodnik Sparty Praga. Od końca kwietnia 2013 roku ponownie zawodnik HC Kladno. Od końca września 2015 zawodnik Komety Brno, związany 1-miesięcznym kontraktem. Zwolniony na początku października 2015. Wówczas został zawodnikiem HC Slovana Ústí nad Labem. Od maja 2016 do kwietnia 2017 ponownie zawodnik HC Kladno.
Uczestniczył w turniejach mistrzostw świata w 2006, 2007, 2012, 2013.

## Sukcesy
Reprezentacyjne
- Srebrny medal mistrzostw świata: 2006
- Brązowy medal mistrzostw świata: 2011, 2012

Klubowe
- Brązowy medal mistrzostw Finlandii: 2000 z HPK, 2006 z Kärpät
- Złoty medal mistrzostw Finlandii: 2004, 2005 z Kärpät
- Srebrny medal mistrzostw Finlandii: 2003 z Kärpät
- Puchar Prezydenta Czeskiej Federacji Hokeja na Lodzie: 2012 ze Spartą Praga

Indywidualne
- Sezon SM-liiga 2004/2005:
  - Pierwsze miejsce w klasyfikacji +/- w fazie play-off: +12
  - Pierwsze miejsce w klasyfikacji strzelców w fazie play-off: 7 goli
- Sezon SM-liiga 2005/2006:
  - Pierwsze miejsce w klasyfikacji strzelców w fazie play-off: 6 goli